# Piet Volckaert
Pour les articles homonymes, voir Volckaert.
Piet Volckaert (né le 4 mars 1901 à Saint Gilles et mort à Laeken le 6 octobre 1973) est un peintre et sculpteur belge bruxellois.

## Biographie
Pierre Ange Volckaert dit Piet Volckaert  surnommé « l'Utrillo bruxellois. » par la presse.
Formé à l’académie de Saint-Gilles, élève de F. Gaillard et Léandre Grandmoulin. Il a travaillé , plus tard, dans l'atelier d'Henri Roidot. Il s’attache à représenter la vie bruxelloise au travers de ses ruelles (comme par exemple "la place de la chapelle" ou "la rue des vers -impasse Ste Thérèse"), scènes de marché, vues de canaux et portraits, ou des paysages, dont des scènes forestières des environs de l’abbaye du Rouge-Cloître ou de la forêt de Soignes.